# Friedrich Ontl
Friedrich Ontl (ur. 25 sierpnia 1908 w Żytawie, zm. ?) – Niemiec sudecki, zbrodniarz nazistowski, członek załogi niemieckich obozów koncentracyjnych Neuengamme i Auschwitz-Birkenau oraz SS-Hauptscharführer. 
Z zawodu technik dentystyczny. Członek SS o nr identyfikacyjnym 354461. We wrześniu 1942 został przeniesiony z obozu Neuengamme do Auschwitz-Birkenau. Sprawował tu stanowisko podoficera przybocznego lekarza garnizonowego Eduarda Wirthsa. Do jego obowiązków należało przygotowywanie planów służby i dyżurów dla personelu medycznego SS oraz służb dezynfekujących do akcji na rampie i w komorach gazowych. Uczestniczył w selekcjach. Oprócz tego w 1943 był sanitariuszem w podobozie Jaworzno (Arbeitslager NeuDachs).
Po zakończeniu wojny zamieszkał w Dierfurt, gdzie pracował jako technik dentystyczny. W latach sześćdziesiątych prowadziła przeciwko niemu śledztwo zachodnioniemiecka prokuratura we Frankfurcie nad Menem. Ontlowi postawiono zarzut udziału w zagładzie Żydów w komorach gazowych Birkenau. Śledztwo jednak z braku wystarczających dowodów umorzono. 